# نيوه (لعبة فيديو)
نيوه (باليابانية: 仁王) (بالإنجليزية: Nioh)‏ ، هي لعبة فيديو إلكترونية من نوع أكشن تقمص الأدوار وخيال تاريخي ، صدرت اللعبة يوم 7 فبراير 2017، وهي متاحة على منصات بلاي ستيشن 4 وميكروسوفت ويندوز وبلاي ستيشن 5. وطورها شركة تيم نينجا اليابانية ونشرها شركة كوي تيكمو ، وتم تنزيلها للعبة التجريبية على موقع بلاي ستيشن نتورك سنة 2016م.

## قصة اللعبة
تدور القصة رجل بريطاني يدعى ويليام أدمز ، دخل الأراضي اليابانية في القرن السابع عشر الميلادية بحثاً عن امرأة غربية اختطفها زعيم إحدى القرى الإقطاعية، اللعبة مستوحاه من لعبة دارك سولس (dark souls).